# Рогов, Андрей Петрович
Андрей Петрович Рогов (1742—1811) — экстраординарный профессор Московского университета, специалист по вексельному праву.

## Биография
Сын главного конюха Императорского двора. Родился 8 (19) ноября 1742 года. В 1755 году он поступил в только что открытую «разночинскую» гимназию при Московском университете, которую и окончил в 1763 году. Произведённый в студенты Московского университета, обучался латинскому и русскому языкам, философии, опытной физике, математике, истории и юриспруденции; дважды получал серебряные медали.
Окончив курс университета в 1767 году, Рогов поступил в университетскую гимназию учителем геометрии и алгебры и в этой должности оставался 40 лет, до 1807 года. Одновременно с преподаванием, он в 1768—1774 годах заведовал одним из классов гимназии, предназначенным исключительно для занятий переводами с немецкого и латинского языков на русский, а в 1768—1772 годах исправлял должность надзирателя над больницей казённых учеников. Сверх того, с 29 августа 1776 года Рогов состоял учителем в московском Демидовском училище, а с 1804 года — в Московском коммерческом училище. В 1778 году получил степень магистра философии и свободных наук.
С 1 мая 1797 года он был в чине 8 класса, а 29 января 1801 года произведён был в надворные советники. В 1804 году Рогов был определён адъюнктом отделения нравственных и политических наук Московского университета, а в 1806 году был утверждён экстраординарным профессором по вексельному праву. Из каталогов лекций университета видно, что Рогов преподавал студентам вексельное право по руководству своего учителя и предшественника профессора Ф. Г. Дильтея и изъяснял «Устав о банкротах». Кафедру свою Рогов занимал до самой смерти, последовавшей в 1811 году.
После Рогова не осталось печатных трудов: его рукописные курсы чистой математики, «купеческой» арифметики и алгебры, которые он был намерен издать, остались после его смерти в его доме, вместе с которым сгорели во время пожара 1812 года.